# السفارة السعودية في النيبال
سفارة المملكة العربية السعودية في النيبال هي بعثة دبلوماسية سعودية تقع العاصمة كاتماندو، ويترأس البعثة سفير خادم الحرمين الشريفين سعد بن ناصر أبو حيمد منذ 21 يونيو 2022.

## السفراء
- مساعد بن سليمان المرواني حتى 21 يونيو 2022.
- سعد بن ناصر أبو حيمد منذ 21 يونيو 2022.[3]

## وصلات خارجية
- موقع سفارة المملكة العربية السعودية في النيبال
- وزارة الخارجية السعودية (بالعربية)
- Ministry of Foreign Affairs of Kingdom of Saudi Arabia (بالإنجليزية)